# Pascal Touron
Pascal Touron   (Arcaishon, 22 de maig de 1973) és un remer francès, ja retirat, que va competir entre finals de la dècada de 1990 i començaments de la del 2000.
El 2000 va prendre part en els Jocs Olímpics d'Estiu de Sydney, on formant parella amb Thibaud Chapelle, guanyà la medalla de bronze en la prova del doble scull lleuger del programa de rem. Quatre anys més tard, als Jocs d'Atenes, guanyà la medalla de plata en la mateixa prova, aquesta vegada fent parella amb Frédéric Dufour.
En el seu palmarès també destaquen dues medalles al Campionat del món de rem, una d'or i una de bronze, entre les edicions de 1996 i 2001, i una medalla de plata als Jocs del Mediterrani de 1997.